# Sztiramát
A sztiramát (INN: styramate) szájon át adott, viszonylag hosszú ideig ható, nem kábító hatású vázizomlazító.

## Fizikai/kémiai tulajdonságok
Kristályos por. Vízben kevéssé, etanolban, kloroformban, éterben oldódik.

## Készítmények
Nemzetközi forgalomban:
- Linaxar
- Sinaxar

Paracetamollal kombinációban: Sinaxamol.
Magyarországon nincs forgalomban.